# Клобук

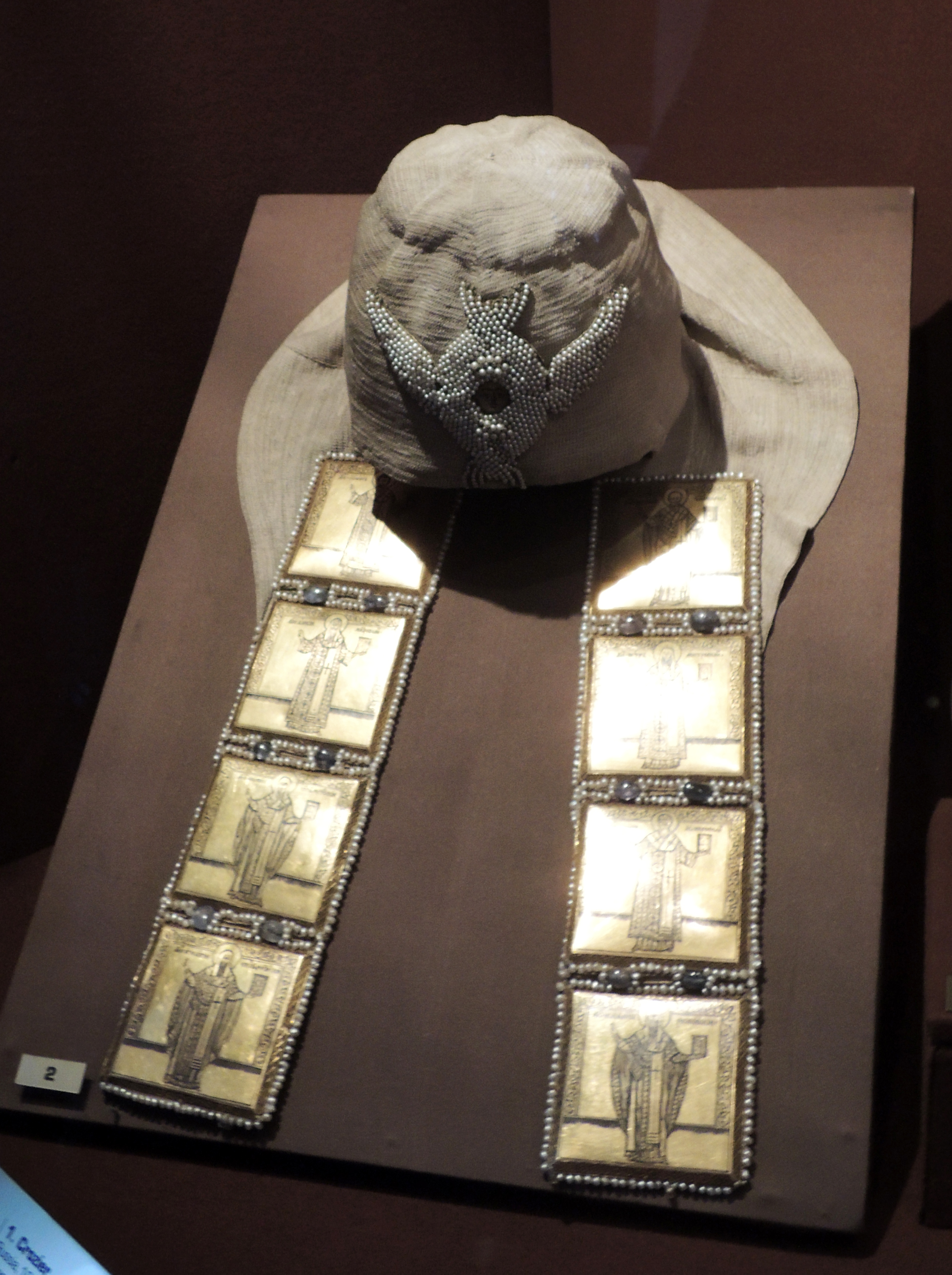
Клобук патриарха Филарета, 1619—1633

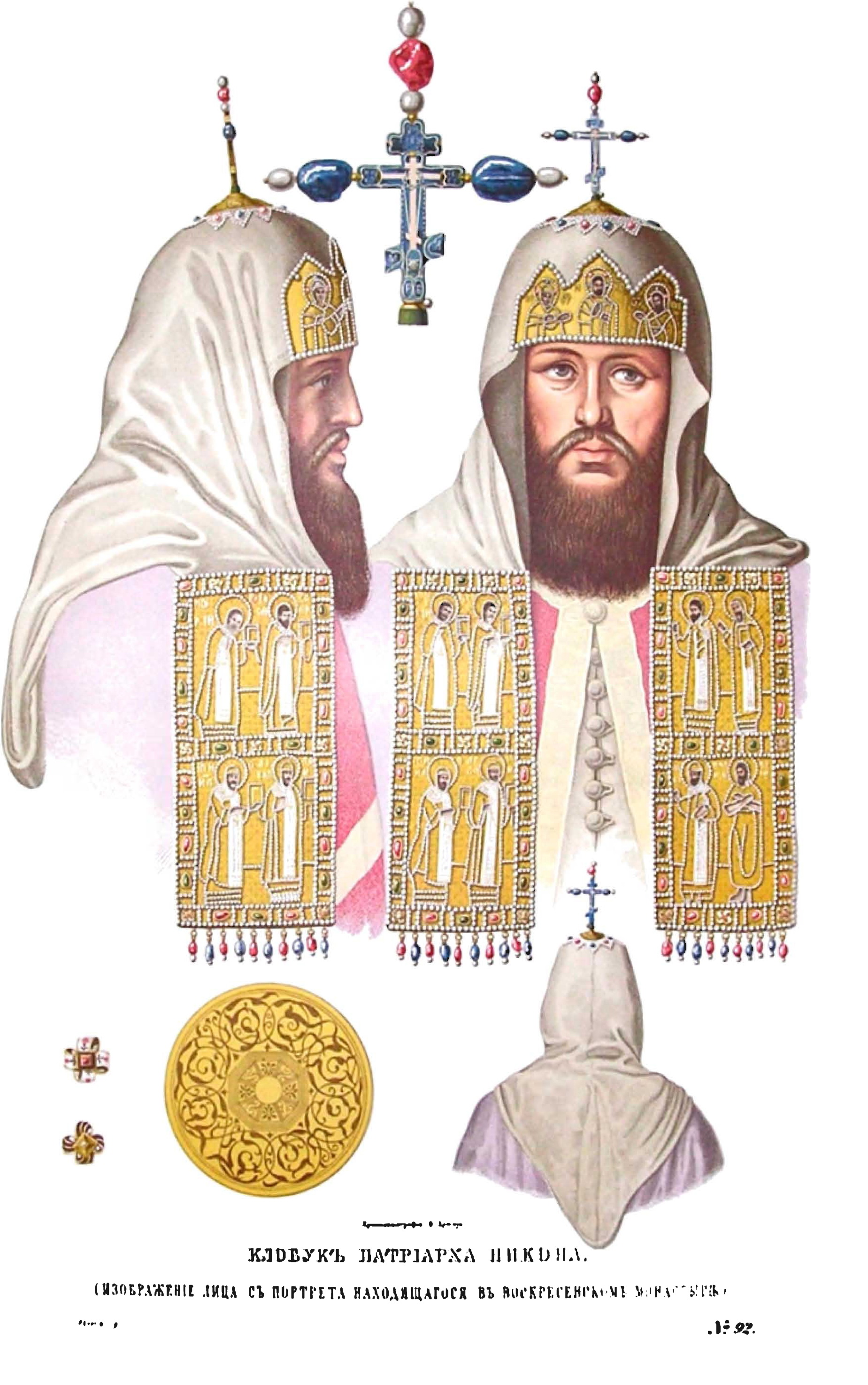
Клобук патриарха Никона (рисунок Фёдора Солнцева из книги Древности Российского государства (Antiquities of Russian country), 1846—1853. Т. 1.

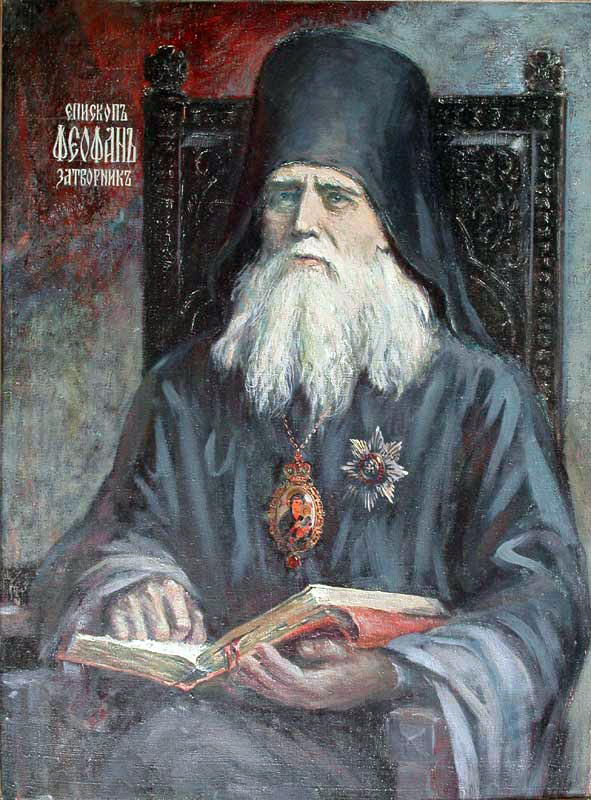
Святитель Феофан Затворник в епископском клобуке

Клобу́к (от тюрк. kаlраk — шапка) — надеваемое на голову облачение (одежда) монаха малой схимы в Православии. Символизирует собою терновый венец Иисуса Христа — «одежду смирения» и «шлем спасения»(Еф. 6:17), защищающие от «стрел лукавого»(Еф. 6:16). Состоит из камилавки (цилиндра с обрезанными краями) и «намётки» (покрывала из шёлка или другой ткани того же цвета, что и камилавка), прикреплённого к камилавке и заканчивающегося тремя длинными концами, спускающимися по плечам и спине до пояса. Клобук в древней Руси — это маленькая вязаная шапочка — камилавка, что покрывалась каптурьом (капюшоном, куколь, капой, каптуром), как есть в «Настольной книге священнослужителя», в разделе «Одеяния духовенства».

## История
Время появления клобука в облачении монахов с точностью определить нельзя, но он появился очень рано. Славянскому названию «клобук» у греков соответствует «наглавие». Современная форма камилавки позднего происхождения и взята русской церковью у греков в эпоху патриарха Никона (XVII век). Покров камилавки в древнее время назывался мафорием (изменённое слово омофор: ωμοζ — плечо и φέρω — ношу), в современном обиходе именуется «намёткой» или «кукулем». В древности этот покров делался не из лёгкой материи, как теперь, а из плотной — для защиты головы во время ненастья. Разделение покрова на три конца заимствовано русским монашеством у греческого и имело чисто практическое назначение: у монахов издавна существовал обычай завязывать концы покрывала под подбородком в холодную и ветреную погоду и для того, чтобы клобук, снимаемый в определённые Уставом моменты богослужения, не занимал рук.
Клобук имеет символическое значение «шлема спасения» и «покрывала послушания». В мужском клобуке нижняя часть покрывала (намётки), разделяющаяся на три длинных конца, знаменуя Троическую благодать, которая покрывает помыслы монаха. Сшитые края средней части символизируют корабль, а две крайние части символизируют вёсла. Намётка женского клобука спускается как сплошное прямоугольное покрывало без разделений. Русские монахини на голове носят чёрные клобуки, а также чёрные скуфьи и камилавки только поверх чёрных апостольников.
Монашествующие в священном сане носят клобук как во время богослужения, так и вне его. В русской традиции клобук епископа не отличается от обычного монашеского клобука, архиепископы носят чёрный клобук с нашитым на него крестом (как правило, из драгоценных металлов или алмазов), митрополиты — белый клобук с нашитым крестом. Ранее бриллиантовый крест на клобуке архиепископов и митрополитов являлся наградой.
Белый клобук присутствует в традициях и других православных церквей. В Болгарской, Румынской и Сербской православных церквях такое право принадлежит патриарху, в Польской и Американской — предстоятелю церкви в сане митрополита, в Православной церкви Чешских земель и Словакии, Финляндской православной церкви — предстоятелю церкви в сане архиепископа.
В афонском клобуке намётка съёмная. Внизу крайних (боковых) частей нашиты заплатки. В определённые моменты богослужения, положенные для снятия клобука, с афонского клобука снимается намётка, а голова остаётся покрытой, в другие моменты снимается весь клобук.

## Патриаршие клобуки
В Поместных Православных Церквах существуют различные традиции ношения патриарших клобуков. Так, в Константинопольской, Александрийской, Антиохийской, Иерусалимской церквах патриархи, как и все епископы, носят простой чёрный клобук, такой же, как и все монашествующие. В Русской церкви Предстоятель носит отличный от прочих епископов сферический белый клобук. В Грузинской церкви Католикос-Патриарх также носит сферический клобук (внешне схожий с куколем Патриарха Московского и всея Руси), но чёрный и без креста на маковце. Патриархи Сербской, Румынской и Болгарской церквей, в свою очередь, носят белые клобуки, подобные тем, которые носят митрополиты Русской православной церкви.
Фёдор Солнцев, российский художник, пишет: «Отличием патриарших клобуков от митрополичьих были нашитые на них изображения Деисуса и херувимов, также водружённый на маковице их крест. Хотя митрополит Евгений утверждает, будто до Никона Патриарха клобуки были без св. икон и без воскрилий, с какими носили их Новгородские архиепископы; однако, на клобуке патриарха Филарета видим и св. иконы и воскрилия. Покрывало сие обыкновенно было или чешуйчатое камчатное, или вязеное из шёлка; оно украшалось жемчугом и драгоценными каменьями; образа́ на нём были шитые шёлком или наведённые чернью на серебряных и золотых дробницах, или плащах. По назначению своему и времени употребления, клобуки были большого наряда, какие надевались в большие праздники, среднего и меньшего наряда, рядовые, или повседневные; потом тёплые из лисьих черев, покрытые белым бархатом. Каптырь, как и камилавка, была низменная, полусферическая, похожая на скуфью. С Никонова времени заметно более великолепия и знаменательных украшений, какие он любил придавать своему сану; тогда вошли в употребление греческие, так называемые рогатые, клобуки. На Соборе 1675 г. определяется это святительское отличие следующим образом: „Патриарх имеет в ношении на великие праздники клобук белый, на нём водружён крест вверху, в концах же образы чудотворцев обнизанные. В прочие дни на клобуках Серафимы и кресты обнизаны напреди имущие. Патриарший камилав имети, аще и беловиден из яковы либо вещи, по обычаю нашея Всероссийския страны, точию со нашвением Херувима, паче же приискренне имети нашвен образ креста“».

## Белый клобук
Белые клобуки с крестом полагаются митрополитам и патриарху.
Патриарший клобук (куколь) имеет ряд отличий: форма — в виде сферического колпака, на маковце (вершине) имеется крест, все стороны украшены иконами, на концах куколя золотом вышиты серафимы. Митрополит носит белый клобук с крестом.
Происхождение белого патриархального кукуля оспаривается.
Фёдор Солнцев, российский художник, пишет: «Митрополит Платон, основываясь на том, что гораздо раньше Василия Новгородского первый епископ Ростовский Леонтий носил белый клобук, с вероятностью полагает, что обыкновение сие заимствовано не из Новгорода, но существовало прежде от самого начала христианства в России. Обращаясь к истории Константинопольской церкви, откуда вера христианская перенесена в Россию, мы находим там образцы белому клобуку, коего Дмитрий Толмач отыскивал в Риме, а именно: Иоанн Кантакузин при описании венчания на царство Иоанна Палеолога замечает, «что на главе у Патриарха было белое покрывало, украшенное золотом и с изображением Спасителя, Богоматери и Предтечи, какое обыкновенно нашивали прежние Патриархи из белаго Духовенства». После того как у греков оставлен был обычай производить патриархов и митрополитов не из монашества, то и вышел из употребления белый клобук, замененный черным, какой доныне у них носят патриархи и митрополиты. Вероятно, на таком основании Царьградский патриарх даровал белый клобук Новгородскому архиепископу Василию, избранному и хиротонисанному в 1331 г. из приходских священников Козьмодемьяновской церкви в Новгороде.»
«Сверх того, о древнейшем употреблении белого клобука российскими архипастырями представляют нам различные мнения два Московских Собора 1564 и 1666 гг. На первом, бывшем после смерти Всероссийского митрополита Макария, прежде архиепископа Новгородского, в присутствии царя Иоанна Васильевича рассуждаемо было: «Почему Митрополит Всероссийский носит черный клобук, тогда как прежние русские первопрестольницы Петр и Алексий, Иоанн Архиепископ Новгородский, Леонтий, Игнатий и Исайя, Ростовские святители, носили белые клобуки и теперь Пимен Архиепископ Новгородский, подобно предшественникам своим, употребляет такой же клобук?». В подтверждение сего приведены «Соборной грамотой» и образа первосвятителей московских, и владык ростовских, и потом сказано, что «в писании не обрели, ради чего белые клобуки оставлены Всероссийскими митрополитами. Но спустя столетие после того Московский Собор под председательством восточных патриархов Паисия и Макария вопреки первому объявил в статье об иконописцах, подписанной по-арабски одним Антиохийским патриархом, что «неправедно иконописцы пишут св. Петра, Алексия и Иону, Московских Чудотворцев в белых клобуках, зане они клобуки белые не носиша и ниже бысть еще в Российских странах при них сей обычай и ниже Киприан и Фотий Митрополиты и прочии, кои поставлени быша во Царьграде во Архиерейство, носиша белые клобуки». С Василия, «Архиепископа Новгородскаго», продолжает Деяние Соборное, «начали Новгородские Иерархи носить белые клобуки, кои после Геннадия приняли и Московские Митрополиты». По-видимому, Деяние Собора 1564 г. неизвестно было Собору 1666 г., и свидетельства летописей, из коих «Никоновская» и «Русский временник» подтверждают, что «белые клобуки изначала носили в России Митрополиты и Епископы». Этому доказательство представляет памятник XI в., Святославов «Сборник», где на миниатюре изображены святители не в черных клобуках, но в беловидных. Сверх того, летописец указывает нам на Митяя, нареченного преемником св. Алексия митрополита, что он самовольно возложил на себя белый клобук, потом упоминает о св. Киприане, приявшем такой клобук, наконец, о митрополите Пимене, с коего снят был белый клобук по повелению великого князя Дмитрия Донского. Такие факты опровергают слова «Соборной грамоты»: «ниже бысть еще в Российских странах сей обычай и что пред Геннадием Архиепископом Новгородским никто от Архиерей нигде носи белый клобук, точию един Геннадий». Присутствовавшие на Соборе восточные патриархи и духовные особы из белорусцев, не зная, по-видимому, русской истории и русских древних обычаев, судили об этом по обычаю своей страны, который распространили и на русское духовенство.»
Первым епископом, удостоившимся чести ношения белого клобука, был архиепископ Новгородский и Псковский Василий (1329—1352), которому Константинопольский Патриарх прислал кресчатые ризы и белый клобук.
В 1564 Московский поместный Собор принял уложение о праве Московского митрополита носить белый клобук. После установления в 1589 в России патриаршества белый клобук стали носить Патриархи Московские и всея Руси.
Белый клобук новгородского архиепископа является предметом особой легенды — Повести о белом клобуке. Подобно повести о Вавилонском царстве, где образно представлена передача светской власти из Вавилона в Царьград и оттуда к русскому князю, в этой легенде рассказывается о передаче символа духовной власти из Рима в Константинополь, затем в Новгород.
В 1667 году легенду осудил Большой Московский собор, как «лживую и неправую» и писанную Дмитрием Толмачом «от ветра главы своея».